# Carlos Neto
Carlos de Almeida Parede Neto (* 15. März 1996 in Belém), auch bekannt als Carlos Neto, ist ein brasilianischer Fußballspieler.

## Karriere
Carlos Neto erlernte das Fußballspielen in der Jugend des Paysandu SC im brasilianischen Belém. Seinen ersten Vertrag unterschrieb er 2017 beim Tombense FC. Bis Juni 2021 spielte er für die unterklassigen brasilianischen Vereine Macaé Esporte FC, CN Almirante Barroso, Iporá EC, Águia de Marabá FC, Carajás EC, Goiânia EC, Sampaio Corrêa FE und Bragantino Clube do Pará. Im Juli 2021 ging er nach Europa. Hier schloss er sich in Portugal dem Aliados Lordelo FC an. Anschließend spielte er für die unterklassigen portugiesischen Vereine FC Oliveira do Hospital und SC Beira-Mar. Die Saison 2023/24 stand er in Tschechien beim Drittligisten 1. SC Znojmo in Znojmo unter Vertrag. Hier wurde er mit 19 Toren Torschützenkönig der Liga. Im Sommer 2024 zog es ihn nach Asien, wo er in Thailand einen Vertrag beim Zweitligisten Chiangmai United FC unterschrieb. Für den Verein aus Chiang MaiChiangmai bestritt er 32 Zweitligaspiele. Nach einer Spielzeit wechselte er im Sommer 2025 nach Pattani zum Zweitligaaufsteiger Pattani FC.

## Auszeichnungen
Moravskoslezská fotbalová liga (3. Liga Tschechien)
- Torschützenkönig: 2024/25 (19 Tore)